# Брод (Косово)
Брод (серб. Брод / Brod; алб. Brod) — село в южной Метохии. Согласно административно-территориальному делению автономного края Косово и Метохия (в составе Сербии) село относится к общине Гора Призренского округа; согласно административно-территориальному делению частично признанной Республики Косово село относится к общине Драгаш Призренского округа.

## Общие сведения
Численность населения по данным на 2011 год — 1544 человека (из них мужчин — 788, женщин — 756).
Село Брод расположено в исторической области Гора на западных склонах горного массива Шар-Планина, жители села — представители исламизированной южнославянской этнической группы горанцев (в переписи 2011 года 747 человек указали своей национальностью горанскую, 620 человек — боснийскую), кроме того, в Броде живут турки (103 человека), албанцы (20 человек), ашкали (3 человека), египтяне (албанизированная группа цыган), цыгане-рома и сербы (по 1 человеку). В качестве родного языка во время переписи жители Брода указали боснийский (653 человека), сербский (217 человек), турецкий (47 человек) и албанский (24 человека), другой язык (помимо сербского, боснийского, албанского, турецкого и цыганского) указал 601 человек; согласно переписи 1501 житель — гражданин Косова, 19 жителей — граждане Сербии, 13 жителей — граждане Македонии и 4 — Албании. Подавляющее большинство населения Брода — мусульмане.
Динамика численности населения в Глобочице с 1948 по 2011 годы:
| Численность населения | Численность населения | Численность населения | Численность населения | Численность населения | Численность населения | Численность населения |
| 1948                  | 1953                  | 1961                  | 1971                  | 1981                  | 1991                  | 2011                  |
| --------------------- | --------------------- | --------------------- | --------------------- | --------------------- | --------------------- | --------------------- |
| 2248                  | 2249                  | 1604                  | 1485                  | 1685                  | 1741                  | 1544                  |

## История
В 1914 году на территории Македонии проводил научные исследования российский лингвист А. М. Селищев. На изданной им в 1929 году этнической карте региона Полог населённый пункт Брод был указан как болгарское село.
В 1916 году во время экспедиции в Македонию и Поморавье село Брод посетил болгарский языковед С. Младенов, по его подсчётам в селе Брод, которое он отнёс к болгароязычным, в то время было около 500 домов.

## Известные жители
В селе Брод родился сербский писатель и журналист Зейнел Зейнели.

## Брод и его окрестности

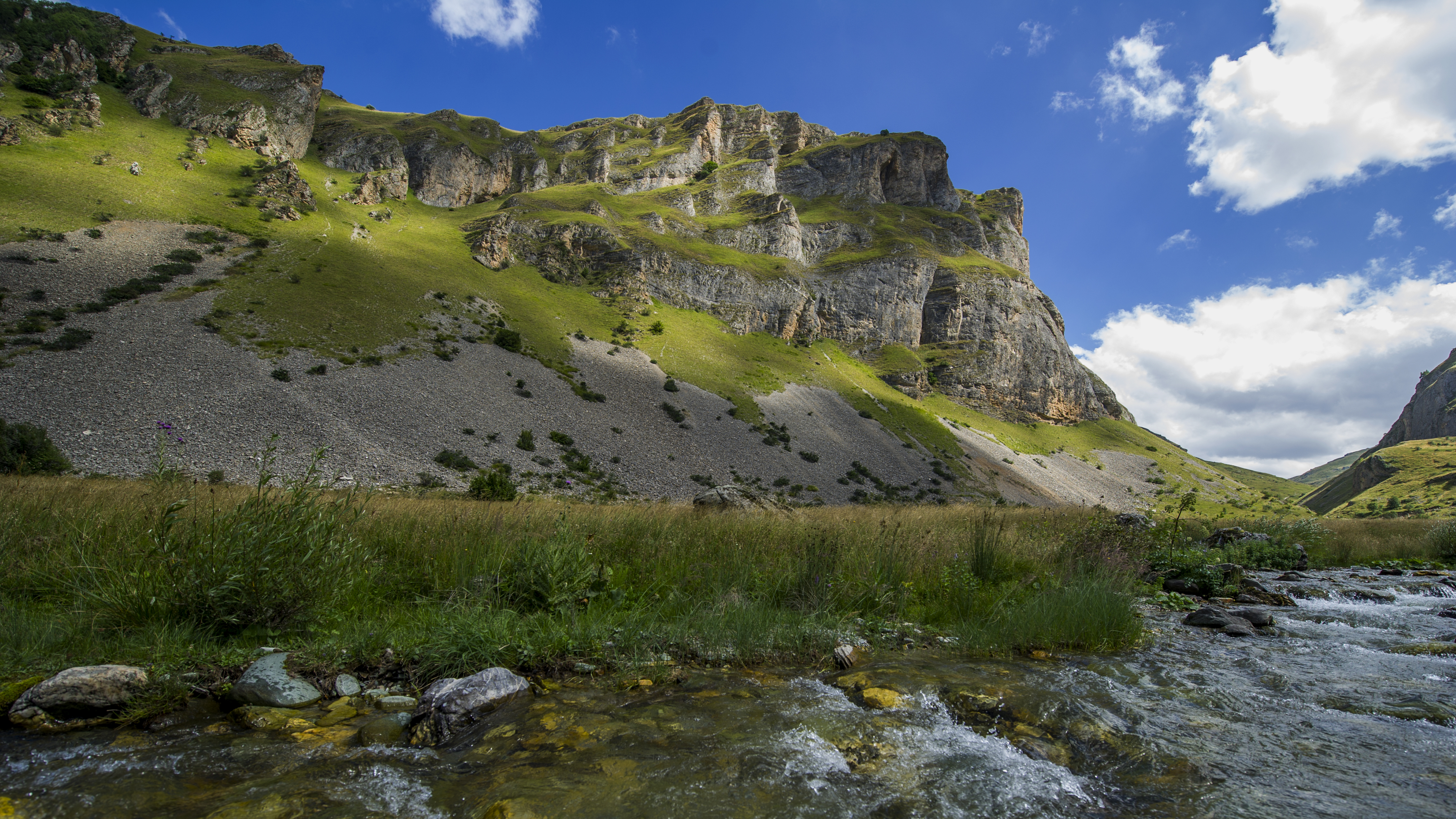
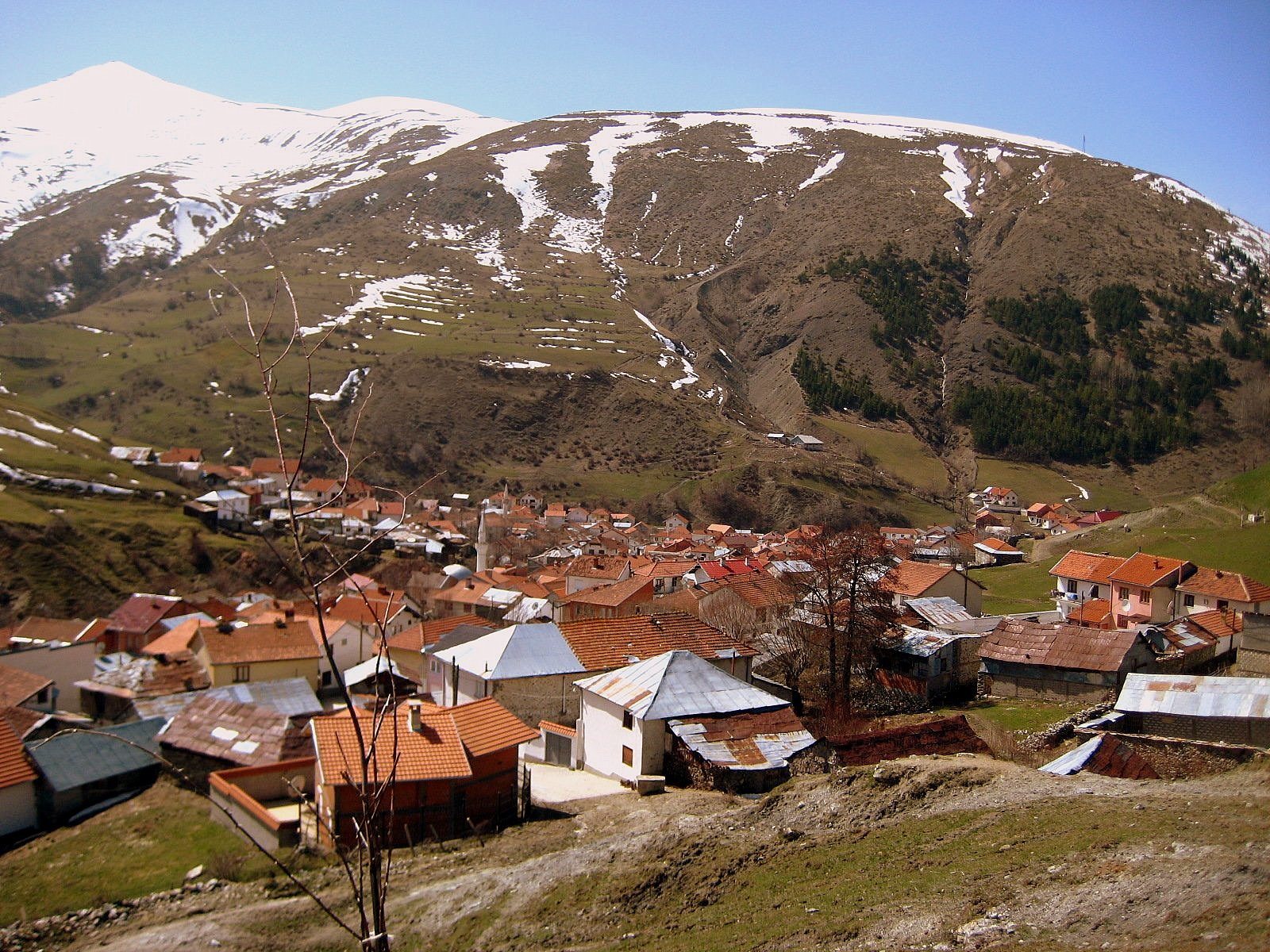
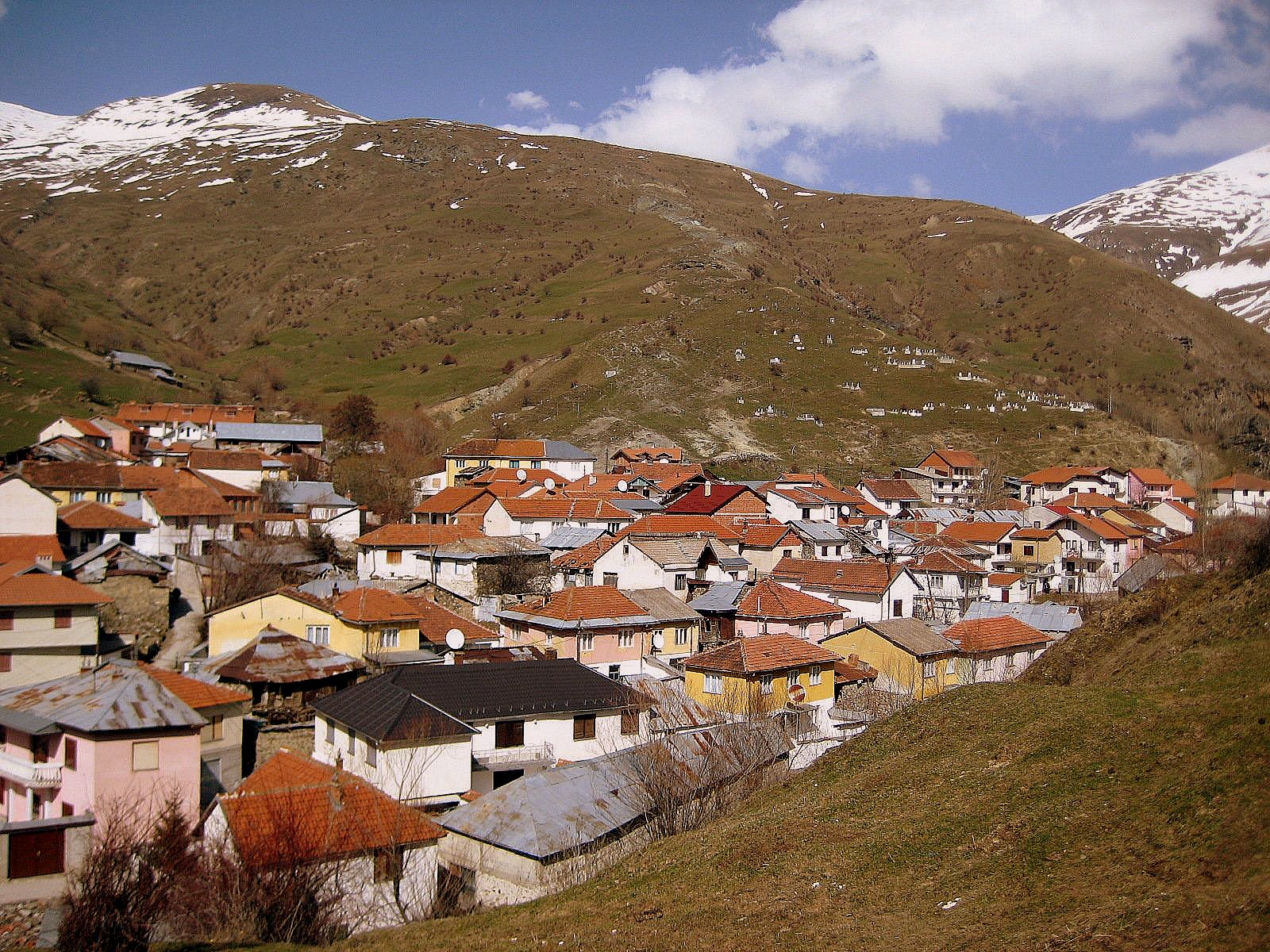
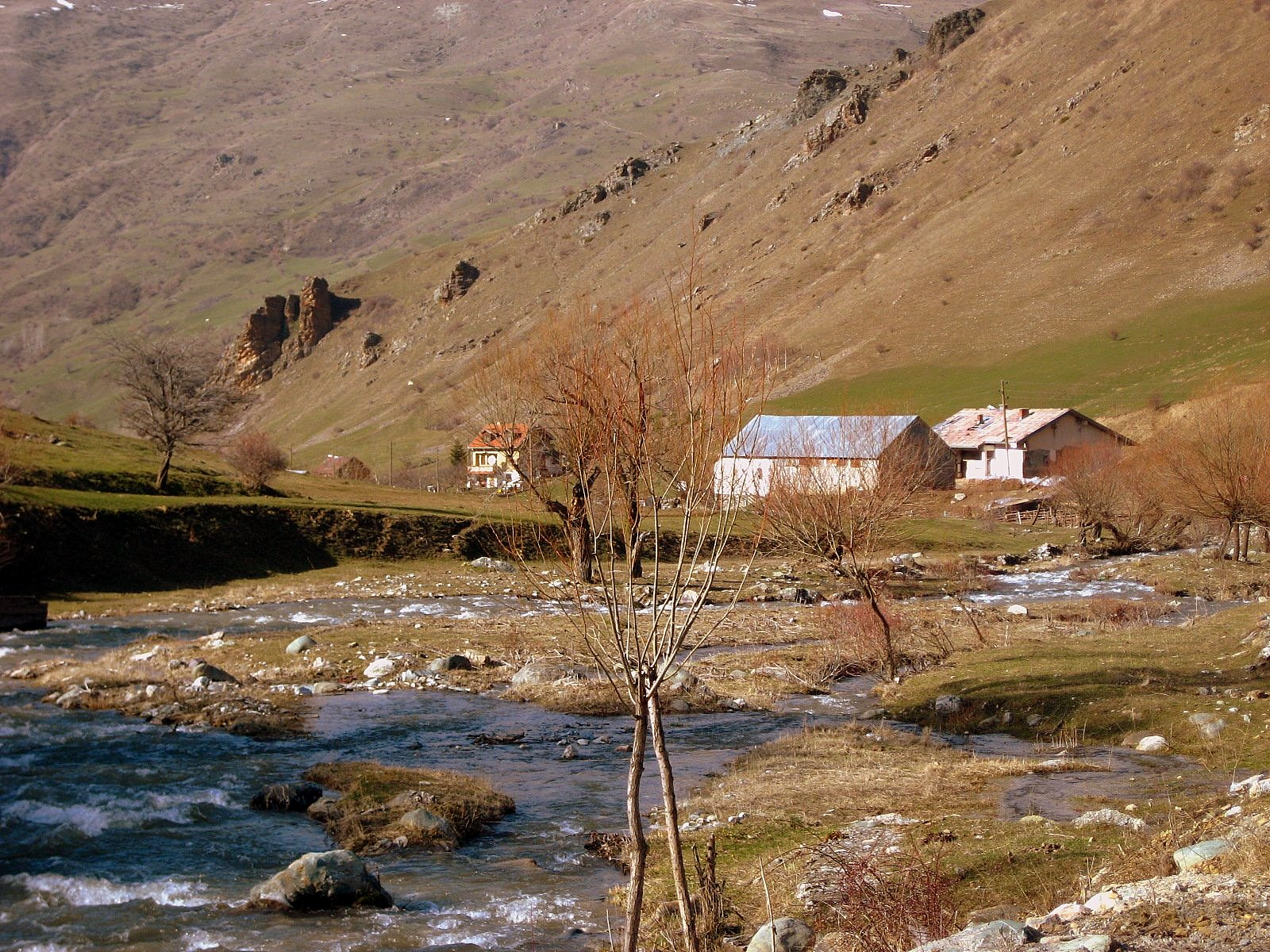
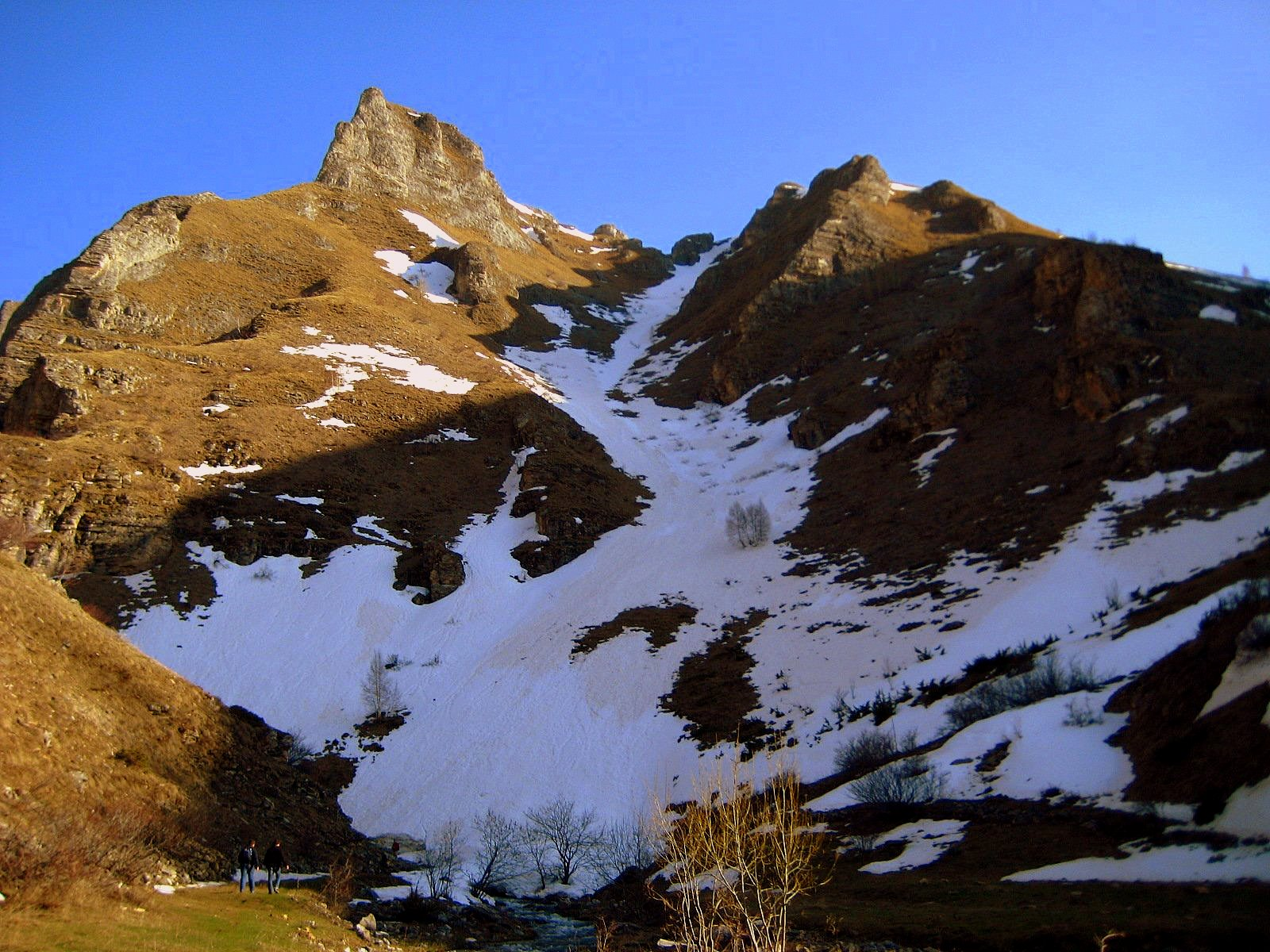
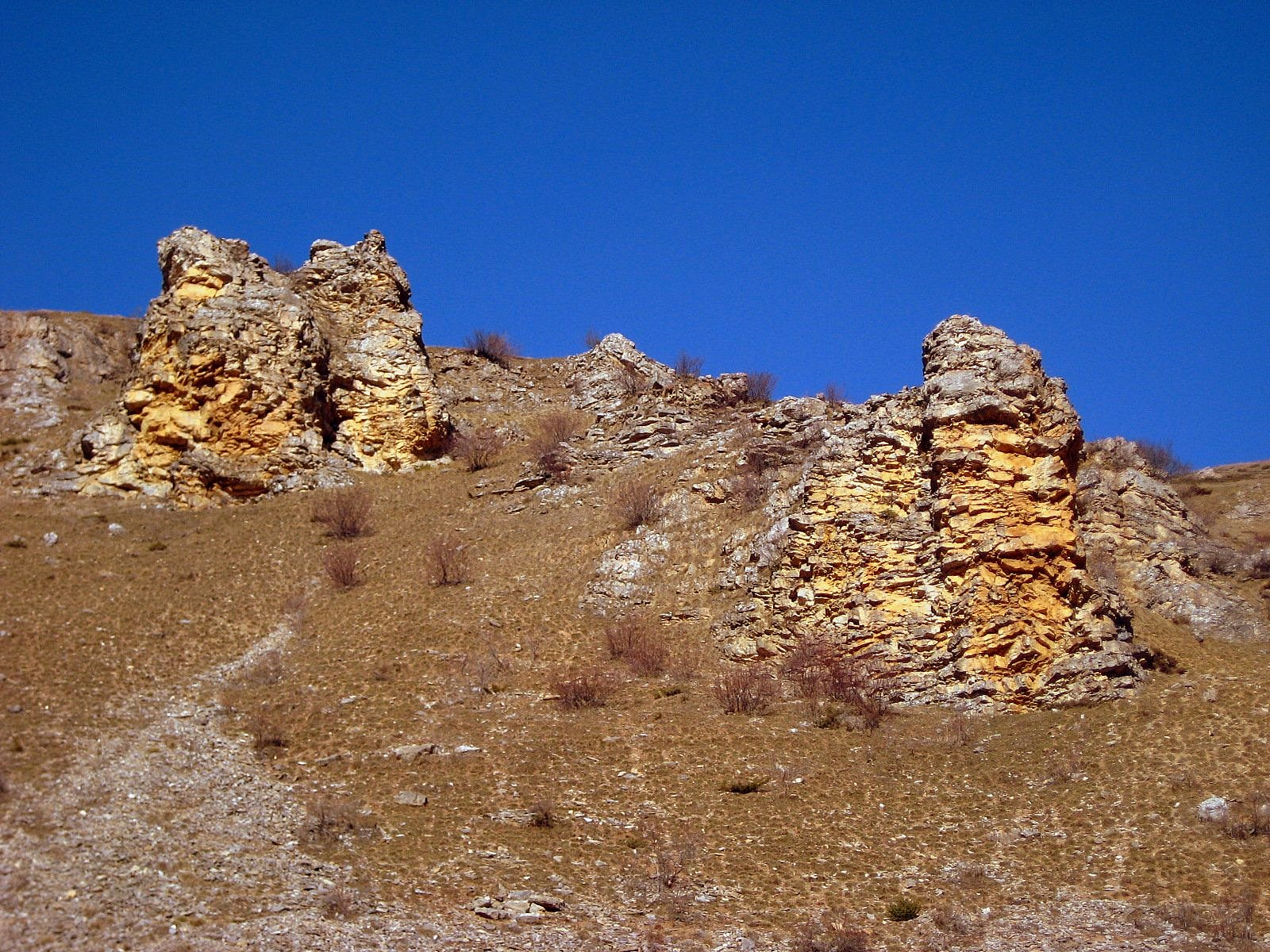
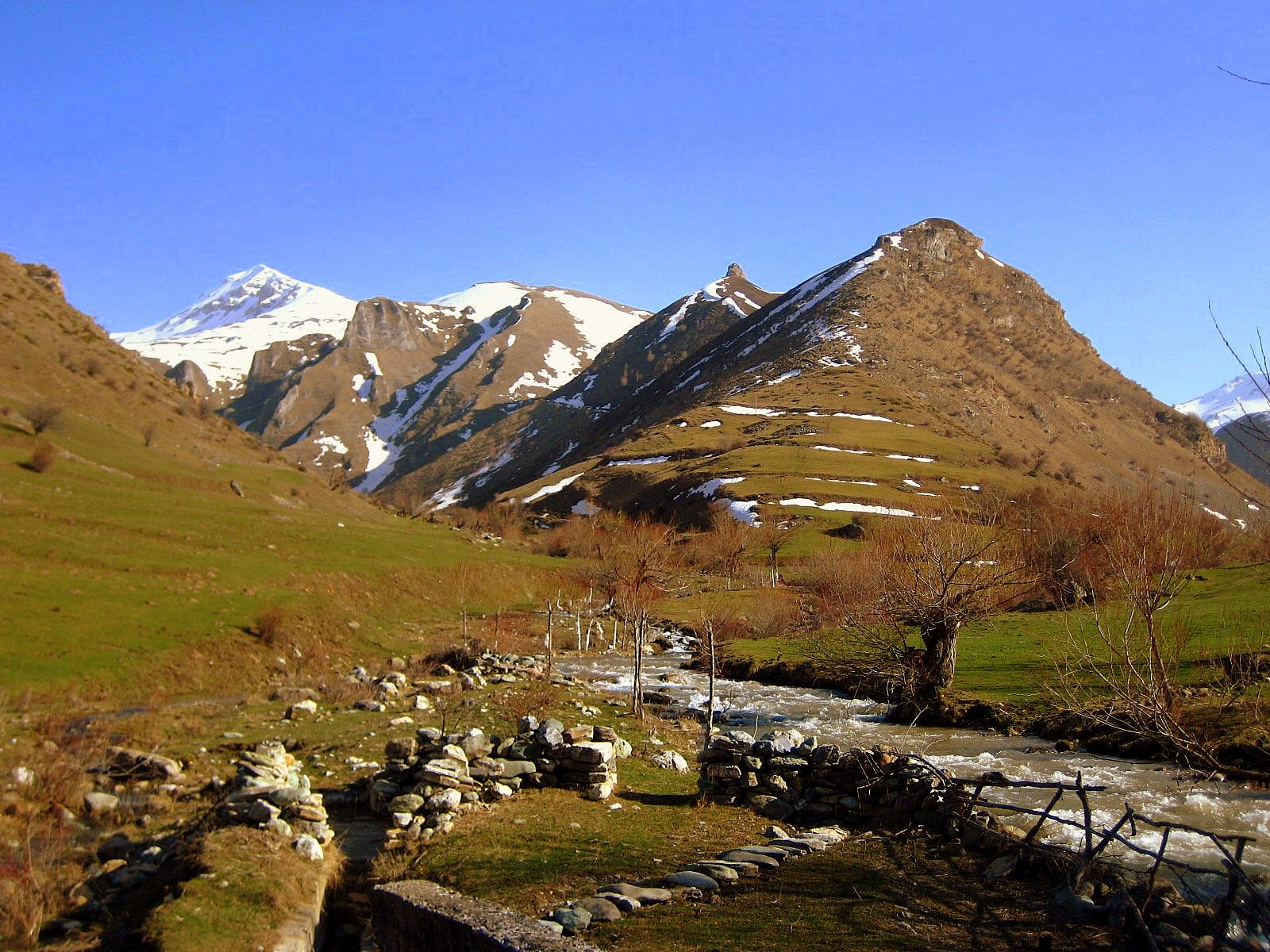
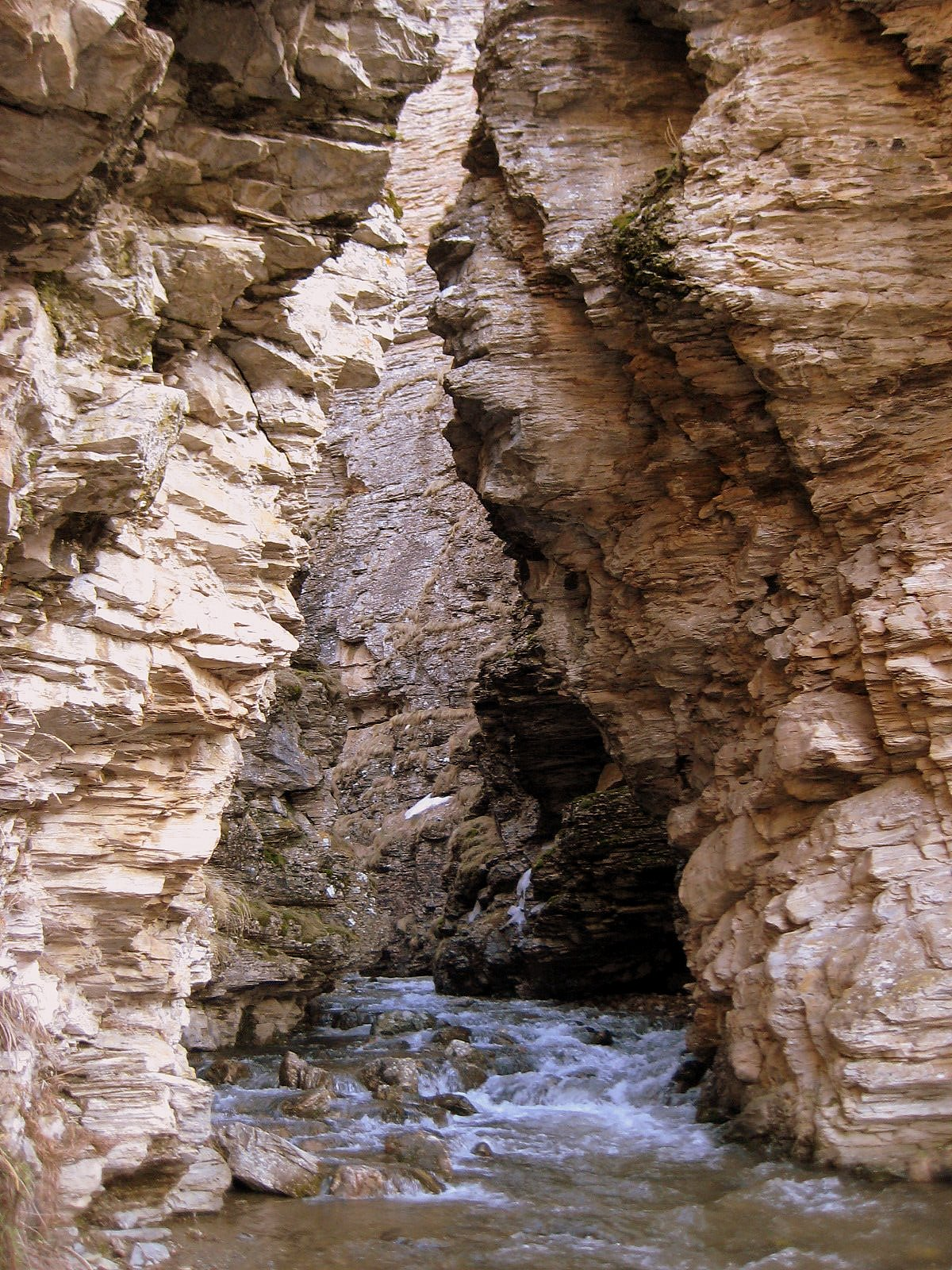